# Ockelbo kommun
60°53′N 16°43′Ø / 60.883°N 16.717°Ø
Ockelbo kommune ligger i länet Gävleborgs län i landskaperne Hälsingland og Gästrikland i Sverige. Kommunen grænser i Gävleborgs län til Bollnäs kommun i nordvest, Söderhamns kommun i nordøst, Gävle kommun i øst og Sandvikens kommun i syd. Dertil grænser den til Falu kommun i Dalarnas län i vest. Kommunens administrationsby Ockelbo som ligger omtrent 30 km nordvest for Gävle.
Ockelbo har lange traditioner for jernindustri, hvilket stadig præger erhvervslivet i kommunen. Administrationscenteret Ockelbo har en del mindre og mellemstore industrivirksomheder. Jernbanelinjen Norra stambanan går gennem kommunen på strækningen mellem Gävle og Bollnäs.
I kommunevåbenet symboliserer hammeren jernhåndtering, grantræerne skovsbrug og ringene de (daværende) tre sogne i kommunen. Våbnet blev registreret i 1985. Femten år senere blev de tre sogne slået sammen til Ockelbo Sogn, men der er stadig tre ringe i kommunevåbenet.

## Byer
Ockelbo kommun havde i 2005 fire byer.
Indbyggere pr. 31. december 2005.
| #  | By      | Indbyggere |
| -- | ------- | ---------- |
| 1. | Ockelbo | 2.709      |
| 2. | Lingbo  | 421        |
| 3. | Åmot    | 306        |
| 4. | Jädraås | 243        |

## Eksterne kilder og henvisninger
- Wikimedia Commons har flere filer relateret til Ockelbo kommun
- ”Kommunarealer den 1. januar 2012” (Excel). Statistiska centralbyrån.
- ”Folkmängd i riket, län och kommuner 30 juni 2012”. Statistiska centralbyrån.